# Baghpat (distrikt)
Baghpat (hindi: बाग़पत ज़िला, urdu: باغپت ضلع) er et distrikt i den indiske delstat Uttar Pradesh. Distriktets hovedstad er Baghpat.

## Demografi
Ved folketællingen i 2011 var der 1,302,156 indbyggere i distriktet, mod 1,163,991 i 2001. Den urbane befolkningen udgør 21,05 % af befolkningen.
Børn i alderen 0 til 6 år udgjorde 14,52 % i 2011 mod 17,63 % i 2001. Antallet af piger i den alder per tusinde drenge er 850 i 2011.